# Podkraje (Siedliszcze)
Podkraje – część wsi Siedliszcze w Polsce, położona w województwie lubelskim, w powiecie włodawskim, w gminie Wola Uhruska. 
W latach 1975–1998 Podkraje administracyjnie należały do województwa chełmskiego.